# Зафар Хан
Хизабруддин, более известный под своим титулом Зафар Хан (урду ظفر خان ‎ ;? — 1299) — генерал делийского султана Ала ад-Дина Хильджи. В правление последнего он руководил Мултаном, Саманой и Сивистаном.
Находился на службе у Ала ад-Дина еще со времен его правления в качестве губернатора в Кара-Маникпуре. Зафар-Хан возглавил крупное подразделение в составе армии Ала ад-Дина во время движения из Кара-Маникпура на Дели после того, как Алауддин убил своего предшественника Джалал ад-Дина в 1296 году. Вместе с братом Ала ада-Дина Улуг-ханом Зафар-хан возглавлял армию, которая вторглась в Мултан, где ликвидировала оставшихся в живых членов семьи Джалал ад-Дина.
Зафар-хан, наряду с Улуг-ханом, вероятно, возглавлял делийскую армию, которая нанесла сокрушительное поражение чагатайским монголам в битве при Джаран-Манджуре в 1298 году. Позже в том же году делийской султан Ала ад-Дин Хильджи отправил Зафар-хана отвоевать Сивистан, который был оккупирован монголами. Зафар-хан разгромил монголов и взял их предводителя в плен в Дели. В 1299 году он был убит во время битвы при Кили, где он сражался против монгольских захватчиков во главе с Кутлуг-ходжой. Прежде чем быть убитым в бою, он нанес тяжелые потери монголам, что было важным фактором в последующем отступлении монголов. Однако его наследие не было признано в хрониках Делийского султаната, так как он ослушался приказа Ала ад-Дина, опрометчиво напав на монголов во время битвы.

## Ранняя карьера
О ранней жизни Хизабруддина Зафар-хана известно очень мало. Он не был тюрком и, скорее всего, индийским мусульманином. Хронист XV века, Яхья бин ахмад Сирхинди, говорит, что его первоначальное имя было Юсуф, а также что он был сыном сестры Ала ад-Дина. Хронист XVI века Абд ал-Кадир Бадауни называет его Бадруддин вместо Хизабруддина.
Зафар-хан возглавил войска Ала ад-Дина еще до того, как последний стал султаном Дели. После того как Ала ад-Дин убил своего предшественника и дядю Джалал ад-Дина в Кара-Маникпуре Зафар-хан возглавил один из двух отрядов Ала ад-Дина, шедших в Дели. Во главе первого отряда стояли Ала ад-Дин и Нусрат-хан. Зафар-хан возглавил второй контингент, прибывший в Дели через Койл (современный Алигарх).
Взяв под свой контроль султанский трон в Дели, Ала ад-Дин Хильджи назначил Зафар-хана ариз-и-мумаликом (военным министром).

## Осада Мултана
Установив свою власть в Дели, Ала ад-Дин решил ликвидировать оставшихся в живых членов семьи Джалал ад-Дина, находившихся в Мултане. В ноябре 1296 года он послал 30-40-тысячную армию во главе со своим братом Улуг-ханом и Зафар-ханом, чтобы завоевать Мултан. Обороняющиеся войска, столкнувшись с поражением, сдались после короткой осады. Позднее Зафар-хан был назначен губернатором в Мултане.

## Битва при Джаран-Манджуре
Зимой 1297—1298 года, Дува, правитель Чагатайского ханства, отправил экспедицию на Делийский султанат. Армия, возглавляемая его нойоном Кадаром, разграбила район Пенджаба и продвинулась до Касура. Согласно с Зия-уд-дину Барани, делийский султан Ала ад-Дин отправлен Улуг-хана и Зафар-хана, чтобы сдержать монгольское нашествие. Придворный Ала ад-Дина Амир Хосров опускает имя Зафар-хана, но Зия-уд-дин Барани, вероятно, был прав. (Имя Зафар-хана было опущено в официальных хрониках династии, потому что делийский султан Ала ад-Дин был недоволен его безрассудным неповиновением во время битвы при Кили).
Делийская армия разгромила монголов 6 февраля 1298 года в Джаран-Манджуре, местечке, расположенном на берегах реки Сатледж. По словам Амира Хосрова, в битве было убито 20 000 монголов.

## Осада Сивистана
Зафар-хан впоследствии служил губернатором Ала ад-Дина в Самане в районе Пенджаба. В 1298—1299 годах монгольская армия (возможно Никудерийская орда) во главе с Сальди вторглись в область Синд, и занял крепость Сивистан. В это время большая часть армии Ала ад-Дина уже маршировали на Гуджарат под командованием Улуг-хана и Нусрат-хана. В их отсутствие Ала ад-Дин отправил Зафар-хана отбить Сивистан. Несмотря на шквал стрел со стороны монголов и несмотря на то, что они не использовали осадные машины, воины Зафар-хана захватила крепость, используя оружие ближнего боя, такое как оси, мечи, дротики, и копья. Зафар-хан взял Салди и других монголов в качестве пленников, отправив их в Дели. После взятия крепости Зафар-хана был назначен ответственным за Сивистан.
Эта победа создала Зафар-хану репутацию блестящего полководца. По словам летописца Зия-уд-дина Барани, Ала ад-Дин когда-то думал о создании новой религии точно так же, как Мухаммад основал ислам. Он сравнил своих четырех храбрых и преданных генералов (Алп-хан, Нусрат-хан, Улуг-хан и Зафар-хан) с первыми арабскими халифами и преемниками Мухаммада, Абу Бакром, Умаром, Османом, и Али. Зия-уд-дин Барани также утверждает, что успех Зафар-хана в Сивистане вызвал зависть как у Ала ад-Дина, так и у его брата Улуг-хана. По словам Барани, Ала ад-Дин хотел отослать Зафар-хана из Дели, приказав ему завоевывать и править регионом Бенгалия. Зия-уд-дин Барани также утверждает, что Ала ад-Дин и Улуг-хан планировали ослепить или отравить Зафар-хана. Историк Банарси Прасад Саксена сомневается в правдивости утверждений Барани.

## Смерть в битве при Кили
В 1299 году а монгольская армия из Чагатайского ханства по главе с Кутлуг-ходжой вторгся в Индию. В качестве губернатора Саманы Зафар-хан вызвал их на битву, когда они двигались через Пенджаб, но Кутлуг-ходжа отказался от этого предложения, заявив, что «короли сражаются только с королями». Он попросил Зафар-хана сражаться под знаменем своего господина Ала ад-Дина в Дели.
Монголы расположились лагерем в Кили близ Дели, и Ала ад-Дин лично повел войско против захватчиков. Зафар-хану было поручено командование правым крылом делийской армии, которое поддерживалось воины-индусы. Он был одним из пяти ведущих командиров делийской армии. Остальными командирами были сам султан Ала ад-Дин, Нусрат-хан, Акат-хан и Улуг-хан.
Стратегия Ала ад-Дина состояла в том, чтобы оттянуть сражение, так как он ожидал прибытия подкреплений от своих провинциальных армий и надеялся, что нехватка провизии в конечном итоге вынудит монголов отступить. Он просил своих военачальников не предпринимать никаких действий без его приказа, но Зафар-хан пренебрег этими указаниями и напал на один из монгольских отрядов. Монголы притворились отступающими, обманом заставив Зафар-хана и его кавалерию последовать за ними в уединенное место. Пройдя примерно 55 километров, Зафар-хан понял, что его пехота осталась позади, и у него осталось только одна тысяча всадников. Другой монгольский контингент блокировал его возвращение в султанский лагерь.
Оказавшись в сложной ситуации, Зафар-хан и его товарищи решили, что возвращение в лагерь Дели невозможно, и даже если это произойдет, султан Ала ад-Дин накажет их за непослушание и трусость. Поэтому они решили умереть, сражаясь. Согласно «Тарих-и-Фируз Шахи» Зия-уд-дина Барани Кутлуг-ходжа предложил Зафар-хану возможность сдаться, пообещав дать ему более высокий пост при дворе чагатайского хана, чем тот занимал при дворе Дели. Но Зафар-хан отказался.
По словам хрониста XIV века Исами Зафар-Хану и его сподвижникам удалось убить 5 тысяч монголов, потеряв при этом только 800 человек. После этого Зафар-хан выступил в последний бой со своими 200 уцелевшими воинами. После того как его лошадь была убита, он сражался пешим, и вступил в рукопашный бой с монгольским полководцем Хиджлаком. Он был убит стрелой, которая прошла сквозь доспехи и пронзила сердце.
В конце концов монголы решили отступить через два дня, без дальнейших действий на поле боя. Зия-уд-дин Барани утверждает, что монголы отступили из-за ужаса, который вызвало у них нападение Зафар-хана. По его словам, всякий раз, когда их лошади отказывались пить воду, монголы спрашивали их, не видели ли они Зафар-хана. Настоящая причина отступления монголов, по-видимому, заключается в том, что Кутлуг-ходжа был тяжело ранен в бою.

## Наследие
Хотя Зафар-хан был убит в бою, султан Ала ад-Дин был возмущен тем фактом, что он ослушался султанского приказа. Никто при делийском дворе не хвалил храбрость Зафар-хана, напротив, Ала ад-Дин осуждал его безрассудство и непослушание.
Имя Зафар-хана было опущено в последующих султанских хрониках, написанных во время правления Ала ад-Дина. Например, Хазаинул Футух Амира Хусров не упоминает о нем. Описывая военные победы, одержанные во время правления Ала ад-Дина, Хосров полностью опускает осаду Сивистана, которая создала Зафар-Хану репутацию полководца. Однако эта битва упоминается более поздними хронистами, такими как Зия-уд-дин Барани, Исами и Феришта.
В 1301 году, когда султан Ала ад-Дин находился в Рантхамборе, группа последователей Зафар-хана помогла его офицеру Малику Хамидуддину подавить восстание Хаджи Маулы в Дели. После смерти Ала ад-Дина его сын, султан Кутб ад-Дин Мубарак-шах, даровал титул Зафар-Хан Малик Динару, который ранее служил султанату в качестве хозяина слонов (Шихна-и-пил).